# Amalophyllon albiflorum
Amalophyllon albiflorum là một loài thực vật có hoa trong họ Tai voi. Loài này được (Rusby) Boggan, L.E. Skog & Roalson mô tả khoa học đầu tiên năm 2008.